# Kugaluk River (Victoria Island)
Der Kugaluk River ist ein 191 km langer Zufluss der Dolphin and Union Strait auf Victoria Island im Norden Kanadas. Der Flussname leitet sich aus dem westkanadischen Inuktitut, eine Inuit-Sprache, ab.

## Verlauf
Der Kugaluk River verläuft auf der Wollaston-Halbinsel im Südwesten von Victoria Island. Er entspringt im Norden der Halbinsel etwa 13 km vom nördlich gelegenen Prince Albert Sound entfernt auf einer Höhe von etwa 130 m. Der Kugaluk River fließt anfangs nach Süden. Nach 30 Kilometern überquert er die Verwaltungsgrenze von Nunavut zu den Nordwest-Territorien. Nach einer Fließstrecke von 45 Kilometern wendet sich der Kugaluk River in Richtung Westsüdwest. Der Fluss durchquert eine weitgehend unbewohnte Tundralandschaft jenseits des Polarkreises und mündet schließlich in die Dolphin and Union Strait, die sich zum Amundsen-Golf hin öffnet.